# Philipp Schoch
Philipp Schoch (Winterthur (Zürich), 12 oktober 1979) is een Zwitsers snowboarder. Op zowel de Olympische Winterspelen 2002 in Salt Lake City, Verenigde Staten als op de Olympische Winterspelen 2006 in Turijn, Italië veroverde de Zwitser goud op de parallel reuzenslalom. Schoch is de jongere broer van snowboarder Simon Schoch.

## Resultaten

### Olympische Winterspelen
| Jaar | Plaats         | Resultaten                                  |
| ---- | -------------- | ------------------------------------------- |
| 2002 | Salt Lake City | Parallelreuzenslalom                        |
| 2006 | Turijn         | Parallelreuzenslalom                        |
| 2014 | Sotsji         | DSQ Parallelslalom 12e Parallelreuzenslalom |

### Wereldkampioenschappen
| Jaar | Plaats               | Resultaten                                                   |
| ---- | -------------------- | ------------------------------------------------------------ |
| 2001 | Madonna di Campiglio | 18e Reuzenslalom 24e Parallelslalom DNS Parallelreuzenslalom |
| 2003 | Kreischberg          | 10e Parallelslalom 10e Parallelreuzenslalom                  |
| 2005 | Whistler             | 5e Parallelslalom 27e Parallelreuzenslalom                   |
| 2007 | Arosa                | Parallelslalom · Parallelreuzenslalom                        |
| 2011 | La Molina            | 43e Parallelreuzenslalom                                     |
| 2013 | Stoneham             | 10e Parallelreuzenslalom                                     |

### Wereldbeker
Eindklasseringen
| Seizoen   | Algm   | PAR    | PSL | PGS |
| --------- | ------ | ------ | --- | --- |
| 2001/2002 | –      | 9e     | –   | –   |
| 2002/2003 | –      | 5e     | –   | –   |
| 2003/2004 | –      | 17e    | –   | –   |
| 2004/2005 | –      | Goud   | –   | –   |
| 2005/2006 | Zilver | Zilver | –   | –   |
| 2006/2007 | 24e    | 13e    | –   | –   |
| 2007/2008 | 220e   | 54e    | –   | –   |
| 2009/2010 | 167e   | 45e    | –   | –   |
| 2010/2011 | 49e    | 27e    | –   | –   |
| 2011/2012 | –      | 24e    | –   | –   |
| 2012/2013 | –      | 13e    | 50e | 7e  |
| 2013/2014 | –      | 23e    | 33e | 16e |

Wereldbekerzeges
| Datum            | Plaats        | Onderdeel            |
| ---------------- | ------------- | -------------------- |
| 20 december 2002 | Stoneham      | Parallelreuzenslalom |
| 17 oktober 2004  | Sölden        | Parallelreuzenslalom |
| 4 december 2004  | Kronplatz     | Parallelreuzenslalom |
| 17 december 2004 | Bad Gastein   | Parallelslalom       |
| 1 februari 2005  | Maribor       | Parallelreuzenslalom |
| 6 februari 2005  | Winterberg    | Parallelslalom       |
| 19 februari 2005 | Sapporo       | Parallelslalom       |
| 25 februari 2005 | Sungwoo       | Parallelslalom       |
| 3 maart 2005     | Lake Placid   | Parallelreuzenslalom |
| 12 maart 2005    | Sierra Nevada | Parallelslalom       |
| 16 maart 2005    | Tandadalen    | Parallelreuzenslalom |
| 17 december 2005 | Le Relais     | Parallelreuzenslalom |
| 8 januari 2006   | Kreischberg   | Parallelreuzenslalom |
| 15 januari 2006  | Kronplatz     | Parallelreuzenslalom |
| 9 maart 2006     | Lake Placid   | Parallelreuzenslalom |